# A Flash in the Dark (film 1914)
A Flash in the Dark è un cortometraggio muto del 1914 diretto da Wallace Reid.

## Produzione
Il film fu prodotto dalla Nestor Film Company.

## Distribuzione
Distribuito dall'Universal Film Manufacturing Company, uscì nelle sale cinematografiche USA il 18 febbraio 1914.